# Kreischeriidae
Famille
Les Kreischeriidae sont une famille fossile d'arachnides appartenant à l'ordre également fossile des Trigonotarbida.

## Description
Les espèces de cette famille datent du Westphalien au Westphalien D du Pennsylvanien du Carbonifère supérieur.

## Liste des genres
Selon The World Spider Catalog 11.0 :
- Anzinia Petrunkevitch, 1953
- Gondwanarache Pinto & Hünicken, 1980
- Hemikreischeria Frič, 1904
- Kreischeria Geinitz, 1882
- Pseudokreischeria Petrunkevitch, 1953

### Publication originale
- (de) Haase, 1890 : Beitrag zur Kenntniss der fossilen Arachniden. Zeitschrift der Deutsche geologische Gesellschaft, vol. 1890, p. 629–657.